# Берос
Берос (акад. Бēл-рē'ушу: „Бел је његов пастир“, грч. Βήρωσσος: Berossos) (o. 340.70. п. н. е.) је Вавилонски свештеник, писац и астроном из хеленистичког доба који је писао на грчком језику. Живео је у 3. веку п. н. е., а рођен је у доба Александрове владавине над Вавилоном (330.-323. п. н. е.), можда и раније (око 340. п. н. е.). Био је Баалов свештеник у граду Бабелу, а према Витрувијевом делу „Архитектура“, преселио се на грчко острво Кос где је подучавао астрологију под патронатом египатског краља. Међутим, историчари се често двоуме да ли је Берос могао да ради под Селеукидима, а затим да се пресели у Птолемејски Египат.
У свом делу Вавилоника у три тома, уз приче о вавилонским боговима и космогонији, пише и о астрологији и вештини тумачења звезда. У складу са схватањима Thema mundi, сматрао је да долази до светског пожара када се састану све планете у знаку Рака, а до општег потопа када се све планете сусретну у знаку Јарца.

## Радови
- „Вавилоника“
- „Прокреацијо“

## Занимљивости
У делима грчког писца Александра Полихистора, налазимо наводе из Беросових записа, у којима описује описује древну месопотамијску митологију и бића у њима (као нпр. Оанес), која су послужила као инспирације ауторима научне фантастике.